# 徳力嵐山口駅
徳力嵐山口駅（とくりきあらしやまぐちえき）は、福岡県北九州市小倉南区徳力六丁目にある、北九州高速鉄道（北九州モノレール）小倉線の駅。駅番号は「11」。

## 歴史
- 1985年（昭和60年）1月9日：開業[1]。
- 2015年（平成27年）10月1日：ICカード「mono SUGOCA」の利用が可能となる[2]。

## 駅構造
相対式ホーム2面2線を有する高架駅。

### のりば
| 番線 | 路線    | 行先       |
| ---- | ------- | ---------- |
| 1    | ■小倉線 | 企救丘方面 |
| 2    | ■小倉線 | 小倉方面   |

## 利用状況
2019年度の1日平均乗降人員は3,125人である。

## 駅周辺
- 小嵐山
- 神理教本部
- 明善社 嵐山斎場
- スーパーとみやま桜橋店

駅周辺は北九州モノレールの駅（小倉駅を除く）で唯一自転車放置禁止区域が設定され、有料の自転車駐車場が整備されている。

## バス路線

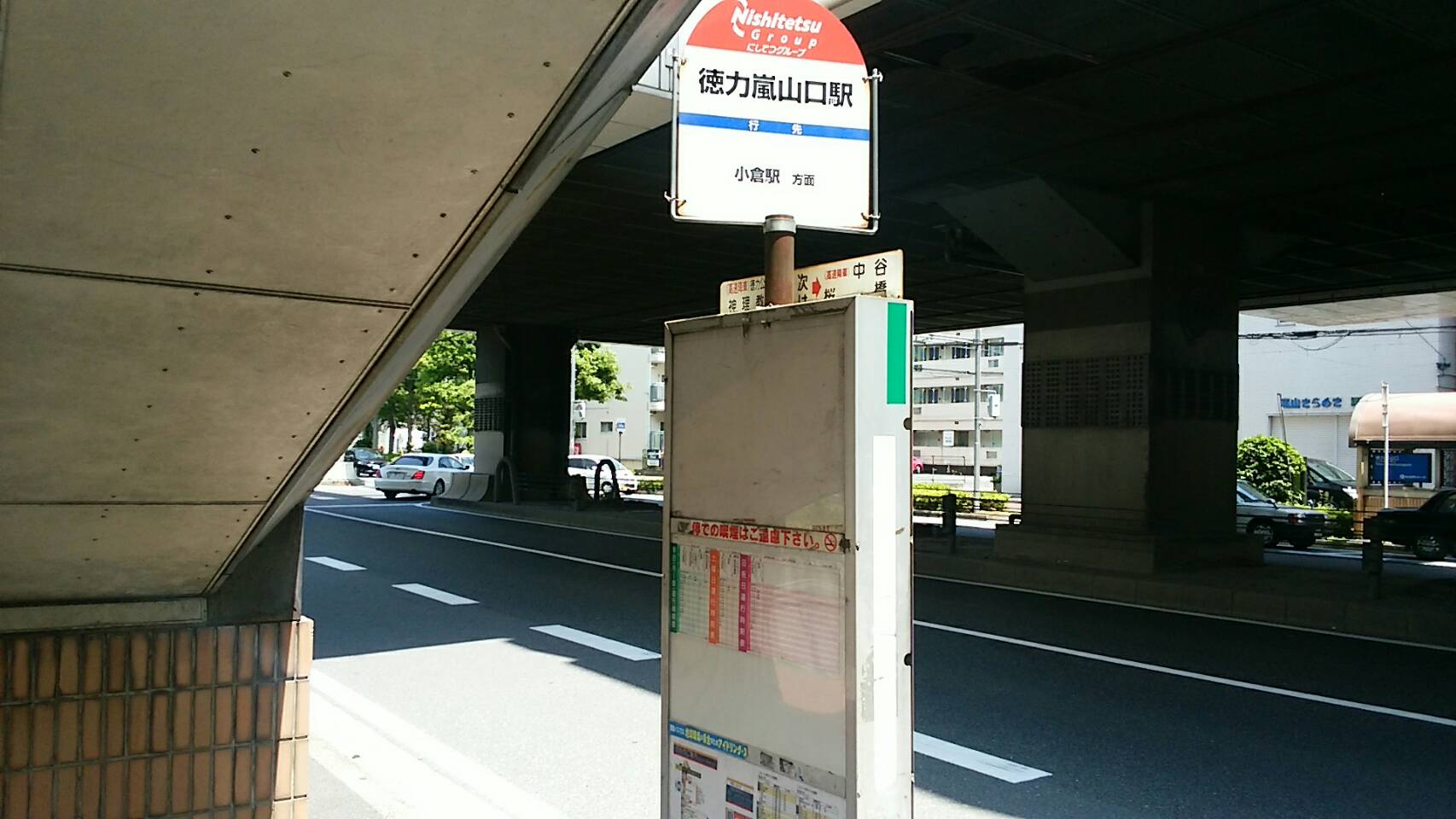
徳力嵐山口駅バス停（西鉄バス）

駅真下に「徳力嵐山口駅」停留所があり、下記の路線が発着する。
西日本鉄道（高速バス）
- なかたに号 - 西鉄天神高速バスターミナル方面

西鉄バス北九州
- 北九州空港エアポートバス - 北九州空港方面
- 6 - 中谷 / 砂津・門司駅前 方面
- 32 - 三萩野・戸畑 方面
- 36 - 大手町・小倉駅バスセンター 方面

おでかけ交通
- 東谷線 - 石原町駅・頂吉越方面

## 隣の駅
北九州高速鉄道
■小倉線
徳力公団前駅(10) - 徳力嵐山口駅(11) - 志井駅(12)